# Konichalcyt
Konichalcyt – minerał z gromady arsenianów. Bardzo rzadki. Opisany w 1849.
Nazwa pochodzi od złożenia greckich słów: conia – pył, i khalkos – miedź. 

## Charakterystyka

### Właściwości
Zazwyczaj tworzy skupienia ziarniste, zbite, włókniste, sferolityczne i naloty. wykształca niewielkie kryształy o pokroju grubotabliczkowym lub słupkowym. jest minerałem kruchym, czasami przezroczystym. Jest izomorficzny z duftytem.
Asocjacje: współwystępuje z oliwenitem, malachitem, azurytem i göethytem.

### Geneza
Minerał wtórny. Powstaje w strefie wietrzenia złóż kruszców miedzi i arsenu.

### Występowanie
W świecie: USA (Bisebee w Arizonie, Tintic w Utah, Nevada i Dakota Południowa), Rosja (Syberia), Meksyk (Durango i Mapimí), Namibia, Hiszpania (Andaluzja) i w Grecji (Láviron).
W Polsce: Miedzianka k. Kielc, oraz Rędziny k. Kamiennej Góry (Rudawy Janowickie).

### Zastosowanie
- znaczenie naukowe i kolekcjonerskie.